# آنولان (کمون)
آنولان (به فرانسوی: Annœullin) یک کمون در فرانسه است که در canton of Seclin-Sud واقع شده‌است. آنولان ۹٫۰۱ کیلومتر مربع مساحت دارد ۲۵ متر بالاتر از سطح دریا واقع شده‌است.

## خواهرخوانده
شهر Worbis خواهرخواندهٔ آنولان (کمون) هست.